# Slovenska Kynologicka Jednota
Slovenska Kynologicka Jednota (SKJ) är Slovakiens nationella kennelklubb. Den är medlem i den internationella kennelfederationen Fédération Cynologique Internationale (FCI). Den är de slovakiska hundägarnas intresse- och riksorganisation och för nationell stambok över hundraser. Huvudkontoret ligger i Bratislava.